# Ngaru Aru
Ngaru Aru is een bestuurslaag in het regentschap Boyolali van de provincie Midden-Java, Indonesië. Ngaru Aru telt 3985 inwoners (volkstelling 2010).